# WAgg
WAgg(와그)는 일본의 여성 아이돌 그룹이다. 소속 사무소는 주식회사 WACK.

## 개요
WACK에서 연습생으로서 데뷔한 연습생 그룹. 2018년 5월 28일, WACK을 통한 아이돌 육성 프로젝트로 발표. 8월 14일, 멤버 결정을 발표하고, 9월 9일에 도쿄 TSUTAYA O-WEST에서 공개 라이브를 실시했다.
라이브에서는 사무소의 선배인 BiSH, GANG PARADE, BiS, EMPiRE, CARRY LOOSE, 마메시바노 타이군, PARADISES, GO TO THE BEDS, ASP의 곡을 커버하고 있다. 또, 2020년 6월 12일에 첫 오리지널 악곡 「WAggの素晴らしき世界」를 발표했다.
2022년 10월 18일, 도쿄 다이칸야마 UNIT 공연 끝으로 WAgg 활동을 종료했다. 활동 종료 후 11월 24일, WACK 공식 사이트에서 최종 멤버 5명 전원 주식회사 WACK와의 아티스트 계약을 종료하는 것을 발표했다.

## 구성원
- 아 안즈피아 (ア・アンズピア) - 현 WHITE SCORPION (니코(NICO))
- 러브 (愛(ラブ)) - 현 THE TRAINTRAINS
- 사아야이토 (サアヤイト) - 현 WHITE SCORPION (서머(NATSU))
- YUiNA EMPiRE
- 베르 나루도 (ベル・ナルド)

### 전 구성원
- 나루하월드 (ナルハワールド) - 현 GANG PARADE / PARADISES
- 하나에 몬스터 (ハナエモンスター) - 전 마메시바노 타이군
- 마린 바 (マリン・バ)
- 우루우루 (ウルウ・ル) - 전 CARRY LOOSE
- 키라 메이 (キラ・メイ) - 현 GANG PARADE / PARADISES
- 유우돗토닷컴 (ユウドット・com)
- 우타우우타 (ウタウウタ) - 전 PARADISES
- 나아유 (ナアユ) - 전 ASP
- 츠키노우사기 (月ノウサギ) - 2021년 1월부터 6월까지 PARADISES로부터 렌탈 이적.
- 아이나스타 (アイナスター) - 현 GANG PARADE

## 작품

### 싱글
| # | 발매일           | 타이틀                                | 순위 | 비고                                                     |
| - | ---------------- | ------------------------------------- | ---- | -------------------------------------------------------- |
| 1 | 2020년 12월 14일 | WAggとPARADISESの素晴らしき世界と未来 | -    | 오디션 기획 PARADISES의 훌륭한 미래와 연동한 원코인 싱글 |

### 착신 한정
| # | 발매일           | 타이틀                   | 형태 | 비고                                              |
| - | ---------------- | ------------------------ | ---- | ------------------------------------------------- |
| 1 | 2020년 11월 14일 | PLEASE LISTEN TO MY      | 싱글 | 오디션 기획 PARADISES의 훌륭한 미래와 연동한 싱글 |
| 2 | 2020년 12월 23일 | Special Xmas Songs + XXX | EP   | 오디션 기획 PARADISES의 훌륭한 미래와 연동한 싱글 |